# Trae Young
Rayford Trae Young (ur. 19 września 1998 w Lubbock) – amerykański koszykarz, występujący na pozycji rozgrywającego, obecnie zawodnik Atlanty Hawks.
W 2017 wystąpił w meczach gwiazd amerykańskich szkół średnich - McDonald's All-American oraz Jordan Brand Classic, natomiast w 2015 - Nike The Trip. W 2016 został wybrany najlepszym zawodnikiem szkół średnich stanu Oklahoma (Oklahoma Gatorade Player of the Year, USA Today All-USA Oklahoma Player). W 2017 zaliczono go do II składu USA TODAY's All-USA.
W sezonie 2018/2019 zajął drugie miejsce w głosowaniu na debiutanta roku NBA.

## Osiągnięcia
Stan na 1 czerwca 2024, na podstawie, o ile nie zaznaczono inaczej.
NCAA
- Uczestnik turnieju NCAA (2018)
- Najlepszy pierwszoroczny zawodnik:
  - NCAA według United States Basketball Writers Association - Wayman Tisdale Award, Sporting News (2018)[6]
  - Big 12 (2018)[7]
- Zaliczony do I składu:
  - All-American (2018)
  - Big 12 (2018)
- Lider:
  - strzelców NCAA (2018)[8]
  - w asystach NCAA (2018)[9]

NBA
- Zaliczony do:
  - I składu debiutantów NBA (2019)[10]
  - II składu letniej ligi NBA (2018)
- Uczestnik:
  - meczu gwiazd NBA (2020[11], 2022[12], 2024[a])
  - Rising Stars Challenge (2019[14], 2020[15])
  - konkursu:
    - Skills Challenge (2019, 2024)[16][17]
    - konkursu rzutów za 3 punkty (2020[18], 2022[19], 2024[20])

Reprezentacja
- Mistrz Ameryki U-18 (2016)
- Wicemistrz turnieju Nike Global Challenge (2015)
- Zaliczony do I składu turnieju Nike Global Challenge (2015)